# Gàlag de Somàlia
El gàlag de Somàlia (Galago gallarum) és una espècie de primat arbori i nocturn, de la família dels galàgids, que està amenaçada per la pèrdua d'hàbitat.

## Taxonomia
Descrita per primer cop per Oldfield Thomas el 1901, fou posteriorment classificada com una de les moltes subespècies del gàlag del Senegal (Galago senegalensis). T.R. Olson, en la seva tesi doctoral de 1979, i en un document seu de 1986, la va elevar de nou a l'estatus d'espècie, la reclassificació del qual no ha estat discutida per altres acadèmics. El gàlag de Somàlia és considerat una espècie monotípica, és a dir, sense subespècies definides.

## Descripció
El gàlag de Somàlia és un gàlag de mida mitjana. Els mascles adults tenen una longitud del cos i el cap d'entre 41,5 i 46,4 centímetres, mentre que les femelles fan entre 38 i 44,2 centímetres. La mida mitjana de la cua és de 25,9 centímetres en els mascles, i de 24,6 centímetres en les femelles. La longitud mitjana de les potes del darrere dels mascles és de 6,7 centímetres, mentre que en el cas de les femelles és de 6,3. Les orelles dels mascles i les femelles fan 35 i 34 mil·límetres respectivament.
El rostre i la gola d'aquests gàlags són blanquinosos, mentre que les orelles, els anells oculars, el musell i la cua són de color negre o marró fosc, proporcionant-los un contrast distintiu. El ventre és pàl·lid i està format per pèls multicolors, que són majoritàriament grisos, amb l'excepció dels extrems que són de color beix. Això li dona al seu pelatge un aspecte de color sorrenc de dia i grisós de nit.
El gàlag de Somàlia comparteix territori amb el gàlag del Senegal, encara que es diferencien en les longituds de les potes i els peus del darrere, de les orelles i de la cua. A la natura, l'aspecte general, les vocalitzacions i l'hàbitat preferit, ajuden a distingir-los. El gàlag de Zanzíbar (ssp. cocos) és una altra de les espècies amb la que els territoris s'encavalquen a l'extrem sud de l'àrea de distribució del gàlag de Somàlia, a Kenya i Somàlia. Aquestes dues espècies de gàlag (el gàlag del Senegal i el gàlag de Zanzíbar), tenen crits diferents dels del gàlag de Somàlia, i ocupen hàbitats més humits. A més, les orelles d'aquests altres gàlags són grises i marrons respectivament, amb una taca rosa a la part baixa del davant.

## Distribució i hàbitat
El gàlag de Somàlia viu a Kenya, Somàlia i Etiòpia. A diferència d'altres gàlags, és endèmic dels matollars espinosos poc arbrats i semiàrids, que cobreixen grans extensions del sud-oest d'Etiòpia, de Kenya (excepte a la franja costanera, a la regió semi-desèrtica de l'est del llac Turkana i a la zona oriental del llac Victòria), i de Somàlia, des d'Odweina, prop de la mar Roja, fins a la frontera amb Kenya.